# توم ريد
توم ريد (بالإنجليزية: Tom Reid)‏ (1 يناير 1901 في المملكة المتحدة - ) هو لاعب كرة قدم بريطاني في مركز الهجوم. لعب مع بورت فايل ونادي ليتون أورينت ونورثويتش فيكتوريا وNew Brighton A.F.C. ‏ ونادي آير يونايتد.